# 히가시오테역
히가시오테역(일본어: 東大手駅, ひがしおおてえき)은 일본 아이치현 나고야시 나카구 산노마루 4초메에 소재하는 나고야 철도 세토선의 역이다. 역 번호는 ST02이다.

## 역사
메이지 말기에 개통한 히가시오테 역은 태평양 전쟁 중 합리화를 도모하고 역의 통폐합이 실시되었을 때 영업 정지를 하였다.
1976년 2월 15일 세토 선의 사카에마치 연장선 공사 시작으로 인하여, 휴지 중의 본 역에서 호리카와 역 구간이 폐지되었다. 이 때, 일시적으로 히가시오테 역의 북쪽 역인 도이시타 역이 이설되고 영업 구간의 잠정지로써의 기능을 하였다.
1978년 8월 20일, 사카에마치 연장선 공사의 준공으로 히가시오테 ~ 사카에마치 구간이 개통하고 동시에 존지했던 역은 폐지되었다. 히가시오테 역은 오즈마치 역을 대체하는 급행 정차역으로 34년 만에 부활하고 현재에 이르고 있다
- 1910년 10월 1일: 지상역으로 영업 개시. 개통 당시의 장소는 2개의 시미즈바시 사이에 있었다.
- 1944년: 영업 정지.
- 1978년 8월 20일: 사카에초 역 연장 개통에 따라 지하역으로 이전, 영업 재개.
- 1985년 4월 1일: 구내 금연 실시.
- 2006년 12월 16일: 트랜 패스 대응 개시.
- 2011년 2월 11일: manaca 도입.
- 2012년 2월 29일: 트랜 패스 공용 종료.
- 2016년 8월 1일: 배리어 프리화 공사 시작.
- 2017년 3월 25일: 배리어 프리화 공사 완료.

## 역 구조
상대식 승강장 2면 2선의 지하역이다. 정확히는 사카에마치 지하 터널의 중간에 있는 역이다. 종일 역무원 배치역이다.
특별 사적으로 지정된 나고야성 바깥 해자의 지하에 역 시설 대부분이 정비되어 있다. 그래서, 지하역 개통 당초에 예정되었던 장소에 엘리베이터를 설치하지 못했다.
2016년부터 2017년까지 실시된 배리어 프리화 공사는 개통 당시부터 낡고 어둑한 모습은 일신되었고 엘리베이터와 휠체어용 계단 승강기 등의 배리어 프리 시설이 설치되었다. 또, 개찰구와 각 승강장에는 LED식 열차 안내 방송이 설치되고 자동 방송도 도입되었다.
역 출입구는 2곳으로 모두 히가시구 산노마루 4초메 소재이다. 개찰구는 1곳에만 상행 승강장과 직접 이어지는데 하행 승강장은 계단을 이용해야 한다. 출입구와 개찰구 사이에는 엘리베이터가 하행 승강장으로 연결되고 계단에는 휠체어용 계단 승강기가 설치되어 있다.
자동 개찰기는 남쪽의 사카에마치역과 동시에 메이테쓰에서는 가장 먼저 설치되었다.

### 승강장
| 번호 | 노선      | 방향 | 행선                    |
| ---- | --------- | ---- | ----------------------- |
| 1    | ■ 세토 선 | 하행 | 오조네・오와리세토 방면 |
| 2    | ■ 세토 선 | 상행 | 사카에마치 행           |

## 역 주변
- 나고야성
- 아이치 현청
- 나고야 시청
- 아이치 현립 메이와 고등학교
- 국립병원기구 나고야 의료 센터(구, 국립 메이후루야 병원)
- 아이치 산노 병원
- 나고야 시 시정 자료관
- 나고야 구치소
- 도카이 종합 통신국
- 나고야 교정관구
- 나고야키타 노동 기준 감독서
- 아이치 현 여성 종합 센터(윌 아이치)
- 나나오텐진샤
- 나고야 고등 검찰청
- 데키마치 도리(아이치 현도 215호 다모미나고야 선)
- 나고야 시영 지하철 메이조 선 나고야조역

## 사진

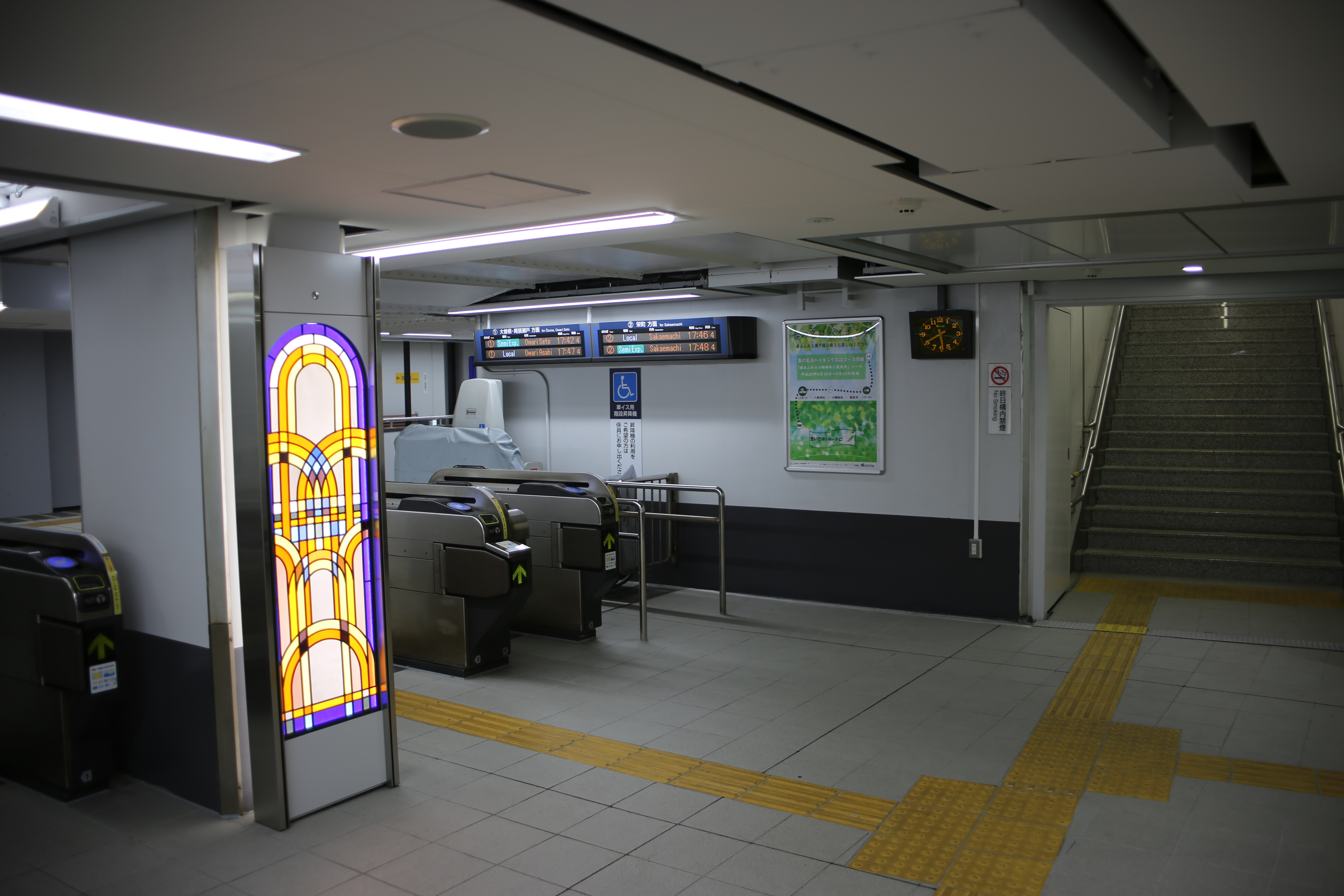
개찰구
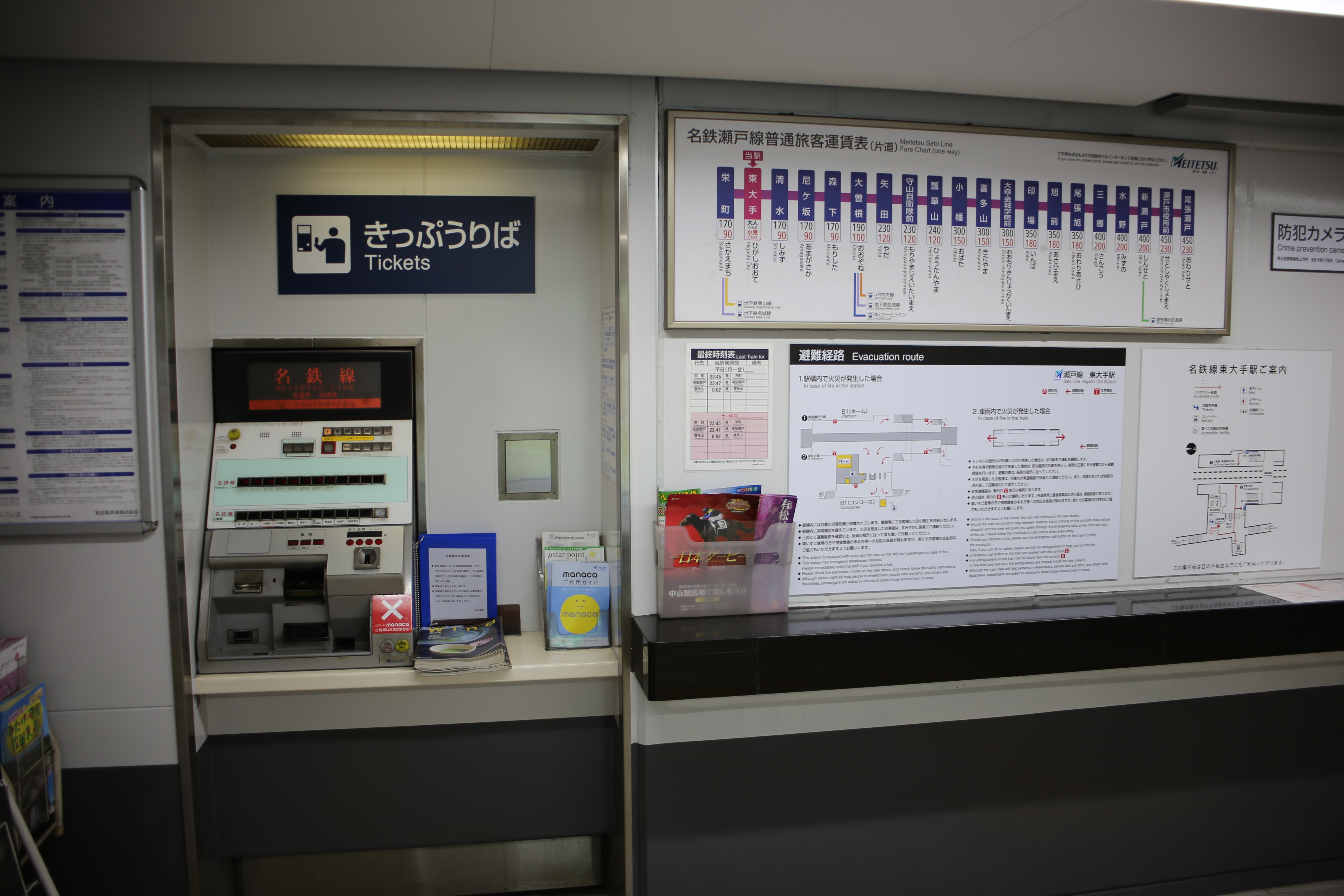
매표소

## 인접역
| 나고야 철도 ■ 세토선            | 나고야 철도 ■ 세토선 | 나고야 철도 ■ 세토선        |
| ------------------------------- | -------------------- | --------------------------- |
| ST01 사카에마치 사카에마치 방면 | ■ 급행 ■ 준급        | 오조네 ST06 오와리세토 방면 |
| ST01 사카에마치 사카에마치 방면 | ■ 보통               | 시미즈 ST03 오와리세토 방면 |